# Фарцування
Фарцування (або фарцювання, фарцовка) — сленгове поняття в радянській фразеології на означення підробітку в нелегальній торгівлі, котра полягала в підпільній купівлі і перепродажу практично недоступних пересічному радянському мешканцю дефіцитних імпортних товарів: одяг, вінілові платівки, аудіокасети, аудіо-бобіни, косметика, предмети побуту, книги, харчові продукти і тд.; спекуляція як заняття. Основне заняття більшості з тих, кого називали фарцувальниками, полягало в купівлі через знайомих, що мають "блат" або можливість виїжджати за кордон, дефіцитних товарів і харчових продуктів. В пресі фарцювальників клеймили тунеядцями, любителями легкої наживи. Купити імпортні речі в звичайних поширених державних магазинах було рідкістю. Зазвичай такі речі «викидали на прилавок» для підвищення ефективності плану в кінці місяця, але в різних містах були свої особливості. 
Цьому бізнесу сприяли і підігрівали ситуацію такі явища соціально-економічного характеру як товарний дефіцит в СРСР, магазини-розподільники для вищого керівництва і службовців, торгівля «з-під прилавку», чи наявність комісійних та спеціалізованих магазинів типу «Берьозка» та «Каштан» з імпортними речами, «блат» або можливість покупки харчових продуктів і дефіцитних товарів, або коли товари «викидувалися на прилавок», чи через те, що значно ширший асортимент товарів був у великих містах типу Москви чи Ленінграду. Термін «викинути на прилавок» означав, що в державний магазин привезли унікальну річ в дуже обмеженій кількості екземплярів чи в одному розмірі і вона раптово з'явилася у вільному продажу. Частіше речі «викидались на прилавок» в Москві, тому туди їздили за покупками з усього Радянського Союзу. Для жителів території Східної України це був один із найпоширеніших способів отримати іноземну річ. Існувало навіть явище "ковбасні електрички", котре означало проїзд електротранспортом до Москви чи Ленінграду для покупки ковбаси. Речі з «Берьозки» відрізнялися високою якістю, носилися дуже довго, і тому до них ставилися ощадливо. Найцікавішими об'єктами, з погляду пошуку, на той час були інші регіони СРСР, ті, в яких рівень постачання був вищим.
Маючи знайомства з директорами «елітних» інвалютних магазинів «Бєрьозка» чи їхніми продавцями, фарцувальники скуповували через чорний вхід дефіцитні товари і перепродували їх втридорога, причому відбою від покупців не було.
Статті за фарцу в кримінальному законодавстві Союзу РСР небуло, але могли посадити за спекуляцію.
Фарцування занепало в часи перебудови: відкриття кордонів Радянського Союзу призвело до зростання «човникової торгівлі», а потім регулярного міжнародного бізнесу, що ефективно усунуло дефіцит іноземних товарів.

## Історія виникнення
Припускають, що сленгове слово утворене від англ. for sale «для продажу». Походження поняття «фарца» точно встановити важко. Фарцювальник — той, хто добуває або торгує речами, "фірмою", виміняними або купленими в приїзджих іноземців. 
З переходом до центрального планування наприкінці 1920-х років радянська економіка набула таких невід'ємних рис, як постійний дефіцит повсякденних товарів та розподіл за допомогою неформальних зв'язків та тіньових ринків. Успіхи країни оцінювалися в тоннах чавуну і сталі, а виробництво споживчих товарів ставало пріоритетним лише в рідкісні моменти історії СРСР. Найважливішим фактором був постійний дефіцит товарів повсякденного попиту, розподіл за допомогою неформальних зв'язків та тіньових ринків.
Зародженню фарцування в СРСР передують випадки, коли у 1950-ті роки так звані «стиляги» вимінювали радянський коньяк чи ікру на одяг в іноземних студентів в гуртожитках. В цей час про заробіток ще не йшлося і жодної комерції в цьому не було, — все заради стилю.
Ситуація починає стрімко змінюватися лише згодом, коли на вулицях Москви ведеться справжня боротьба за іноземний одяг: футболки, піджаки, штани, взуття, які вимінюються на свій одяг, радянське спиртне чи годинники. Одяг з написами англійською мовою збільшував ціну вдвічі. Коли попит на імпортне ще більше підстрибнув, фарцування стало прибутковим бізнесом, хоча це все ще будувалося на щирій любові до західної культури. Вже згодом фарцування стало надприбутковим бізнесом. Найбільшим об'єктом бажання радянських людей і привабливим об'єктом торгівлі в 1970-і роки були, джинсові штани. «Купувалися вони за 200 рублів у Москві у фарці» (якщо людина могла дозволити собі таку витрату). Наприкінці 1970-х — на початку 1980-х років «фарцувальники» займають особливе місце в соціальній історії радянського суспільства, діяльність котрих полягає у скуповуванню та перепродажу речей. Дефіцит товарів посилюється у роки перебудови, що зумовлює подальше зростання тіньової підприємницької активності. До кінця 1980-х років у Москві взуття та одяг купували у них 63% опитаних, 12% — продовольчі товари, 13% — спорттовари, 26% — будматеріали.
Дрібна фарца стояла, наприклад, біля Оперного, очікуючи на прийшовших з рейсу людей, спеціальності котрих зв'язані з морем (капітани, матроси,  помполіти, коки), щоб викупити оптом джинси, батніки і згодом перепродати курортникам. Так само, дрібна фарца оберталася біля Торгзіну, отоварюючи куплені бони і продаючи одяг, взуття, парфумерію, делікатеси. Крупнішими фарцовщиками були ті, хто скуповував чеки і бони оптом, отоварював їх в Торгзині чи «Берьозці», "тримав руку" на імпортній побутовій техніці і автомобілях.
Фарцування є різновидом такої тіньової економічної практики, укоріненої в радянській історії, як спекуляція, має спільні риси з практикою нелегальної торгівлі, і в той же час явище є вельми специфічним, адже вона нерозривно зв'язана з історичним моментом, що породив її. Словом «фарца» з кінця 1950-х років називали і саму практику, і людей — фарцувальниками, тобто неформальними торговцями, що спеціалізувалися переважно на шир-потребі (як правило, імпортному), купуючи товари у іноземців і перепродуючи їх за завищеними в кілька разів цінами.

## Опис
В цьому бізнесі накрутка сягала часом від 100 до 500 процентів лише за одну перекуплену річ. В столиці і крупних портах фарца була популярним джерелом нелегальних доходів. В основному, нею займалися молоді люди, робітники готелів, студенти, повії, артисти. Серед тих, хто був учасником тіньового ринку товарів та послуг, були різні категорії громадян – продавці, постачальники товару, посередники, покупці, контролюючі та каральні органи, які створювали атмосферу репресій навколо тіньової торгівлі. Фарцувальники були наймолодшою за складом групою тіньовиків: їх вік, як правило, коливався між 20 і 35 роками. Багато хто з них виявлявся агентами чорного ринку, будучи студентами, а після закінчення вузу деякі продовжували свій бізнес. Студенти були особливою категорією розповсюджувачів, оскільки мали досить вільний режим пересування, відносно дешевий квиток до столиці (переважно товар йшов із Москви).
Фарца діставала свій товар у іноземців, що приїжджають до Радянського Союзу, або через провідників поїздів, стюардес, які могли привозити щось імпортне або вітчизняне, але модне і рідкісне; їздили по країні і самі. Для тих, чия робота була пов'язана з далекими відрядженнями, відкривалися особливі перспективи. Планова економіка регіонально була жорстко диференційована; у провінційних, непортових і неприкордонних містах списки дефіцитних товарів були набагато довшими, ніж у Москві, Ленінграді чи Одесі. Люди їздили у великі міста і прикордонні регіони, де постачання було краще, за покупками не тільки для себе, але і з метою подальшого перепродажу дефіцитного товару у себе вдома. Але ці люди промишляли по дрібницях, а більші спекулянти, маючи зв'язки з директорами магазинів і складськими працівниками, забирали великі партії з чорного ходу, особливо наприкінці місяця, коли для виконання плану товар викидали на прилавки.
У Ленінграді іноземці почали з'являтися наприкінці 1950-х років, головним чином це були фіни. У 1970–1980-х роках було розпочато міжнародний туризм, який для радянських громадян відкрив канал надходження імпортних товарів. Цей канал, втім, був обмежений рамками СРСР, Східної Європи та країнами соціалістичної орієнтації – Сирією, Кубою. У рамках існуючого тоді законодавства радянські туристи намагалися «виправдати поїздку», провозячи часом значні обсяги споживчих товарів, повертаючись із закордону. В Угорщині всі купували кришталь. Ці практики були провісниками буму човникової торгівлі, що виникла після перебудови в СНД у 1990-х роках. На особливе згадування заслуговують пошуки контрабандних товарів з окремих регіонів із сильними транскордонними зв'язками, наприклад, прикордонні райони Туркменістану з Іраном.
Частину товару для тіньової торгівлі постачали дрібнотоварні надомники та «цеховики», які мали підпільні майстерні, де з імпортних матеріалів фабрикували «фірму» з фальшивими ярликами — одяг, головні убори, музичні записи. Як правило, ремісники самі продавали свою продукцію — одяг, головні убори, музичні записи.
Тіньові економічні відносини носили системний характер, заповнюючи собою потворні перекоси планової економіки, «але оскільки не вписувалися в ідеологічні уявлення про період "розвиненого соціалізму", то носили "невидимий" характер і під впливом цього набували заздалегідь деформовані, а найчастіше кримінальні форми».
Беручи участь у заборонених угодах, фарцувальники постійно відчували побоювання за свою безпеку, вживаючи різні форми конспірації, ховалися від міліції, КДБ та ОБХСС, хоча деякі з них і співпрацювали з органами.

## Інші відображення цієї тенденції в рамках радянського життя
|                                                                                | (рос.)«Сегодня носит адидас, а завтра родину продаст» |
| — радянська віршована побрехенька застерігала не відхилятися від курсу партії. |                                                       |

Однією з розповсюджених між фарцовщиками поговорок 1980-х років була: «Хочеш жити — вмій крутитися». 
Представниками тіньового сектору економіки СРСР були так звані цеховики, бариги, спекулянти, фарцовщики, валютчики та ін.
У тіньовому секторі радянської економіки на кінець 1970-х років було зайнято 18–20% всієї робочої сили.
Неформальні ринки мають мережеву соціальну природу, коли превалює «інтенсивно-особистісний» характер трансакцій, тобто визначається особистими відносинами покупців і продавців (на відміну від формально-рольових взаємин). Ця характеристика неформального ринку виявлялася вдвічі актуальною в атмосфері радянського морального засудження.
Найризикованішою вважалася торгівля «з-під долу» на напівпідпільних вуличних ринках, які вважалися небезпечними та аморальними місцями у всіх колишніх комуністичних країнах, де «така спекулятивна діяльність осуджувалася багато років як "паразитична" і все ще вважається аморальною». Продавці дефіцитного товару ставали для багатьох класовими ворогами, бездуховними і бездушними ділками, які ще й сприяли розвалу радянської системи, підточуючи її зсередини, впливаючи на споживчі та життєві стили.
Вимагаючи повести жорстку боротьбу з «чорним ринком», в одному зі своїх виступів Хрущов посилався на лист робітників ленінградського заводу «Металіст», в якому ті виражали обурення м'якими термінами караннями фарцувальників. Робітники вимагали «рішуче покінчити з чужими суспільству тенденціями». Ян Рокотов і Владислав Файбишенко — відомі московські валютники — були розстріляні в 1961 році на вимогу Хрущова, — «щоб іншим не кортіло».
В умовах жорстких ідеологічних установок, в умовах планової командно-адміністративної економіки, а системі постачання — товарним дефіцитом і диспропорціями у розподілі товарів та послуг, ці фактори наклали специфічний відбиток на негативне зображення «продавців» дефіцитних товарів у широкій пресі та публічному обговоренні. Діяльність фарцувальників була маргінальною, їх переслідували органи правопорядку, притягувалися до різних видів відповідальності, піддавалася облавам, підприємців стигматизували, придумуючи для них зневажальні ярлики, слова «комерсант» і «бізнесмен» у масовій свідомості сприймалися як образливі, здебільшого люди старшого віку виявляли по відношенню до спекулянтів недовіру, недоброзичливість, зневагу. Взагалі, в СРСР вкрай міцно утвердилася спекуляція, але утвердилося і її моральне засудження, що, на думку історика радянської епохи Шейли Фіцпатрік, може бути пояснено марксистською ідеологією, але має під собою і національне російське коріння.

### Таємна мова
Таємна мова російських бандитів — феня — походить від професійної мови бродячих торговців-офенів. Метафоричність, трансформація загальновживаних слів на особливий манер, винахід слів — всі ці характеристики словника офенів і уркаганів виконували певні соціальні функції. З одного боку, «своя» мова дозволяла приховувати зміст переговорів ділового характеру від непосвячених, з іншого боку, знання «своєї» лексики дозволяло легко відокремити своїх від чужих (тому оволодіння нею було важливим етапом соціалізації будь-якого нового члена корпорації) і скріпити групову ідентичність. Мова, винайдений фарцувальниками, виконувала ті самі функції. Наприклад, для позначення джинсових штанів існувало безліч слів: деякі з яких походять з назви торгових фірм («лівайси»), інші від назви місцевості («техаси», «техаські штани»), від кольору та найменування матерії («синенькі», «джинса»). Зрозуміло, тут використовується і традиційні для мови фарцувальників англіцизми («трузерá»). Позначення взуття поєднували місцеву регіональну специфіку ("чув'яки"), назви фірм ("адики" — кросовки фірми Adidas", а також "саліки" — туфлі фірми "Salamander") і позначення з фені, тобто блатного жаргону ("шкери" або "шкари"). Позначення для годинника також були запозичені з фені («котли»), а для хороших годин прямокутної форми, як правило, кварцових використовувалося позначення «краби».
Особливості мови фарцувальників обумовлені значущими аспектами життя та діяльності цих людей — важливістю англійської мови для ділового успіху та ідентичності, перетин у надрах тіньового світу з кримінальними колами, а також риси підприємливості, креативності. Така англійська мова (зрозуміло, й інші мови, але в більшості випадків, особливо в Москві, – англійська мова) використовувалася в ділових переговорах у коротких, але інтенсивних контактах з туристами.
Контакти з карними злочинцями для фарцувальників не були чимось екзотичним, тому не дивно, що у мову цих дилерів тіньового ринку увійшли висловлювання з фені.

## Початковий період лібералізації економіки
На початковому періоді лібералізації економіки та переходу до ринкових відносин, «коли були зняті обмеження із заборонених при радянській владі видів економічної діяльності, першими цю легальну нішу заповнили, природно, ті, хто в ній вже знаходився нелегально». У трьох соціальних стратах: цеховики (керівники підпільних магазинів і підприємств), фарца та апаратники (колишні чиновники радянських органів влади, працівники партійних і комсомольських комітетів, службовці силових структур) з'явилися перші російські мільйонери.
Див.детальніше: Нові росіяни
Радянський уряд переглянув критерії так званої «спекулятивної діяльності», результатом чого стало формування та змістовне наповнення термінів «підприємництво», «підприємець». Але ставлення до підприємців залишилося двояким. В народі, як і раніше, жива і радянська ненависть до «спекулянтів і бариг». Розглядаючи соціальний досвід взаємодії радянської держави і спекулянтів, можна бачити, що багато моделей господарювання, що склалися у сфері підприємницької поведінки до початку радикальних ринкових реформ, вплинули і продовжують впливати не тільки на характер і динаміку економічного розвитку держави, але і на формування відповідного типу мислення. Не тільки фарцувальники, а й злодійкуваті чиновники та інші партійні функціонери, які засуджували порушення соціалістичної моралі з трибун і вдавалися до послуг чорного ринку за зручної нагоди — всі ці «герої» пізнього соціалізму робили надзвичайно розтяжним і гнучким ставлення до закону.